# دانشگاه شربروک
دانشگاه شربروک (به فرانسوی: Université de Sherbrooke) یک دانشگاه تحقیقاتی دولتی در شربروک واقع در استان کبک کانادا است که در سال ۱۹۵۴ میلادی تأسیس شده‌است. در این دانشگاه به زبان فرانسوی تدریس می‌شود.